# 논산 노강서원
논산 노강서원(論山 魯岡書院)은 대한민국 충청남도 논산시 광석면에 있는 서원이다. 1675년 충청도 노성(魯城)에 문정공 윤황(文正公 尹煌)을 모시기 위해 지어졌고, 1682년 사액을 받았다. 윤문거, 윤선거, 윤증이 추가배향되었다. 1974년 9월 1일 충청남도의 유형문화재 제30호 '노강서원'으로 지정되었다가, 2017년 8월 31일 사적 제540호 '논산 노강서원'으로 승격되었다. 노강서원 강당은 2011년 보물로 별도 지정되었다.

## 연혁
1675년(숙종 1) 노성면에 건립되었으며 1682년(숙종 8) 사액되었다.
창건 당시는 윤황과 윤선거 부자만 봉안하였는데 1682년(숙종 8) 사액과 더불어 선거의 형 윤문거를 차향(次享)에 봉안하였고 1723년(경종 3) 윤증을 추향하였다.
그 후 1717년(숙종 43) 정쟁(政爭)으로 인해 윤선거·윤증 부자의 관직이 삭탈되면서 사액 현판까지 철거되었다가 1722년(경종 2) 양인의 관직 회복과 더불어 현판이 복액되었으며 1781년(정조 5) 중수하였다. 대원군의 서원훼철령에도 철폐되지 않고 비교적 잘 보존된 서원이다.
윤황은 노성을 가향으로 삼아 살아 온 파평윤씨의 일족이며 추향 3인은 그의 자손들이다. 윤문거와 윤선거는 형제간으로 윤황의 아들이며, 윤증은 윤선거의 아들이 된다. 학맥으로 보면 윤황은 성혼의 문인이고 윤선거는 김장생의 문인이자 충청오현(忠淸五賢)에 드는 서인의 거두이며 윤증은 소론의 영수이다. 따라서 본 서원의 성향은 기호계이며 제향인들의 면면으로 볼 때 파평윤씨의 대표적 문중서원이라 할 수 있다.
그러나 문중서원적 성격에도 불구하고 서원의 건립부터 운영에 이르는 일련의 과정을 보면 노강서원은 기호지방에 막강한 영향력을 가졌던 것 같다. 처음 서원의 건립을 발의하였던 인물들은 김수항(金壽恒)을 비롯하여 광성부원군(光城府院君) 김만기(金萬基), 좌상 조사석(趙師錫), 영상 여성제(呂聖齊), 우상 신익상(申翼相), 민유중(閔維重) 등으로 당대의 명상·명현들이다.
특히 노강서원의 영건문(營建文)을 지은 이는 김수항이다. 그는 김상헌(윤황과 친구사이)의 손자이자 송시열과 같이 활약한 서인의 중진이며 나중에는 노론에 가담하여 윤증 등을 공격하기도 하였다. 그러나 노강서원 건립 당시는 노·소론 갈등이 첨예화되기 이전이므로 김수항이 영건문을 썼던 것 같다. 이로써 볼 때 서원은 파평윤씨의 문중서원이면서 동시에 기호계의 서원으로 인정받고 있었음을 알 수 있다.

## 배치 및 건물
구릉을 등지고 남서향인 임좌병향(壬坐丙向)으로 배치하고 있다. 서원 전면에 들을 두고 뒤로는 구릉을 등지고 좌우에 민가들이 배치되어 있다. 외삼문을 들어서면 넓은 마당이 있고 마당을 중심으로 북편에 강당이 전면을 향해 서있고, 동재, 서재가 마주보고 배치되어 있다. 강당 뒤편에는 높은 단을 조성하여 사당을 배치해 두었다. 사당 주위에는 담을 둘러 엄숙함을 유지하도록 하였다. 전면에 강학공간, 후면에 사당이 배치된 ‘전학후묘’식 배치이다.
- 사당 : 정면 3칸, 측면 3칸으로 전면 열은 퇴칸으로 하고 후면 2열은 내부공간으로 만들었다. 퇴칸 좌우측은 심벽으로 막아 두었다. 1고주 5량집 구조에 겹처마 맞배지붕이다.

- 노강서원 강당 (보물1746호) : 정면 5칸, 측면 3칸으로 가운데 3칸은 대청마루로 꾸미고, 양 측면에서는 각각 온돌방을 두었다. 온돌방 전면에는 퇴칸으로 하여 마루를 깔아 대청과 연결되게 하였다. 양 측면 툇마루 밑은 아궁이 함실을 두었다. 2고주 5량집 구조이고 새의 날개처럼 생긴 공포 형식이 돋보이고 맞배지붕의 옆면에 덧붙인 내림지붕은 비바람을 막고 건물에 시각적인 안정감을 주는 기능을 한다. 이런 양식적인 특성 탓에 17세기 말 서원 건축의 시대적인 양상을 잘 드러내는 건축물로 꼽힌다. 이 강당의 크기가 의외로 크고 화려한데, 이는 사당의 구조를 따라 만들었기 때문으로 보인다.

- 동재 : 정면 4칸, 측면 1칸으로 3량집 구조에 홑처마 맞배지붕이다. 측면에 풍판을 달지 않고 박공으로 처리했다. 내부공간은 남측의 2칸을 대청마루로 하고, 북측 2칸은 온돌방으로 꾸몄다.

- 서재 : 정면 1칸, 측면 1칸으로 구조는 동재와 같이 3량집 홑처마 맞배지붕이다. 북측의 2칸은 온돌방으로 두고 남측 2칸 중 한 칸은 부엌, 한 칸은 창고를 두었다.

## 사적 승격사유
논산 노강서원은 윤황, 윤문거, 윤선거, 윤증 등 호서지역 소론계의 대표적 인물들을 배향하였으며, 1871년 서원철폐령에도 훼철되지 않은 47개 서원 중 한 곳으로, 전학후묘식 배치로 공간의 위계성을 유지하는 서원 건축의 특성을 잘 보여주고 있어 역사적·학술적 가치가 높다.

## 같이 보기
- 윤황
- 윤문거
- 윤선거
- 윤증
- 논산 노강서원 강당 - 보물 제1746호

## 참고 자료
- 노강서원 - 국가유산청 국가유산포털